# The Most Beautiful Moment in Life On Stage Tour
The Most Beautiful Moment in Life On Stage Tour, hay còn được gọi là 2015 BTS LIVE "The Most Beautiful Moment in Life On Stage", là chuyến lưu diễn thứ ba của nhóm nhạc nam Hàn Quốc BTS nhằm quảng bá cho chuỗi The Most Beautiful Moment in Life, bao gồm mini album The Most Beautiful Moment Life, Pt.1, Pt. 2 (2015) và album tổng hợp The Most Beautiful Moment in Life: Young Forever (2016). Chuyến lưu diễn bắt đầu vào ngày 27 tháng 11 năm 2015 tại Hàn Quốc. Một phần mở rộng cho chuyến lưu diễn, mang tên 2016 BTS LIVE "The Most Beautiful Moment in Life On Stage: Epilogue" bắt đầu tại Hàn Quốc vào ngày 7 tháng 5 năm 2016. Tổng cộng, toàn bộ chuyến lưu diễn đã thu hút hơn 182,500 khán giả tại 13 thành phố ở 7 quốc gia.

## Bối cảnh
Vào ngày 8 tháng 9 năm 2015, BTS đã phát hành một đoạn giới thiệu dài 12 phút mang tên "The Most Beautiful Moment in Life On Stage: Prologue" trên YouTube, sau đó là một tấm áp phích được phát hành vào ngày 14 tháng 9 năm 2015, thông báo về chuyến lưu diễn với các ngày diễn được liệt kê cho 3 buổi hòa nhạc được tổ chức tại SK Olympic Handball Gymnasium ở Hàn Quốc. Hai buổi hòa nhạc tại Yokohama Arena và 2 buổi hòa nhạc tại Kobe World Memorial Hall ở Nhật Bản sau đó đã được thêm vào và bán hết vé, dẫn đến việc bổ sung thêm ngày diễn thứ ba tại Kobe World Memorial Hall vào ngày 28 tháng 12 năm 2015. Trong chuyến lưu diễn, BTS đã hủy các buổi diễn vào ngày 27 tháng 12 và ngày 28 tháng 12 ở Kobe do phàn nàn về sự chóng mặt của Suga và V trong buổi diễn tập dẫn đến việc kiểm tra y tế tại một bệnh viện địa phương. Hai buổi hòa nhạc sau đó đã được dời lại vào ngày 22 và 23 tháng 3 năm 2016.

## Danh sách tiết mục
Đây là danh sách tiết mục trong buổi diễn ngày 27 tháng 11 năm 2015 tại Seoul, Hàn Quốc. Nó không nhằm đại diện cho tất cả các buổi diễn trong suốt chuyến lưu diễn.
1. "Hold Me Tight"
2. "Let Me Know"
3. "Danger"
4. "No More Dream"
5. "N.O"
6. "Converse High"
7. "24/7=Heaven"
8. "Miss Right"
9. "Moving On"
10. "Run"
11. "Butterfly"
12. "Tomorrow"
13. "Hip Hop Lover"
14. "2nd Grade"
15. "Boyz with Fun"
16. "Dope"
17. "Intro: Skool Luv Affair"
18. "War of Hormone"
19. "Boy in Luv"

Encore
1. "Intro: Never Mind"
2. "Ma City"
3. "I Need U"

## Lịch trình
| Ngày              | Thành phố | Quốc gia | Địa điểm                      | Người tham dự |
| ----------------- | --------- | -------- | ----------------------------- | ------------- |
| 27 tháng 11, 2015 | Seoul     | Hàn Quốc | SK Olympic Handball Gymnasium | 13,500        |
| 28 tháng 11, 2015 | Seoul     | Hàn Quốc | SK Olympic Handball Gymnasium | 13,500        |
| 29 tháng 11, 2015 | Seoul     | Hàn Quốc | SK Olympic Handball Gymnasium | 13,500        |
| 8 tháng 12, 2015  | Yokohama  | Nhật Bản | Yokohama Arena                | 25,000        |
| 9 tháng 12, 2015  | Yokohama  | Nhật Bản | Yokohama Arena                | 25,000        |
| 26 tháng 12, 2015 | Kobe      | Nhật Bản | World Memorial Hall           | —             |
| 22 tháng 3, 2016  | Kobe      | Nhật Bản | World Memorial Hall           | —             |
| 23 tháng 3, 2016  | Kobe      | Nhật Bản | World Memorial Hall           | —             |

## Mở rộng Epilogue

### Bối cảnh
The Most Beautiful Moment in Life On Stage: Epilogue là phần mở rộng của chuyến lưu diễn The Most Beautiful Moment in Life On Stage Tour. Vào ngày 21 tháng 3 năm 2016, sau khi phát hành album tổng hợp tiếng Hàn đầu tiên, The Most Beautiful Moment in Life: Young Forever, BTS đã phát hành một đoạn giới thiệu trên YouTube và một áp phích thông báo về phần mở rộng của chuyến lưu diễn, cùng với một buổi hòa nhạc mang tính đột phá trong sự nghiệp tại Olympic Gymnastics Arena ở Hàn Quốc. Chuyến lưu diễn bắt đầu vào ngày 7 tháng 5 năm 2016 và tiếp tục trong suốt mùa hè tại 9 thành phố khác ở Đài Loan, Trung Quốc, Nhật Bản, Philippines và Thái Lan, quy tụ tổng cộng 144,000 khán giả. Trong buổi diễn được tổ chức tại Bắc Kinh vào ngày 23 tháng 7, RM đã bị sốc nhiệt do nhiệt độ nóng và không tham gia vào phần còn lại của các buổi diễn vào đêm hôm đó.

### Danh sách tiết mục
Đây là danh sách tiết mục trong buổi diễn ngày 7 tháng 5 năm 2016 tại Seoul, Hàn Quốc. Nó không nhằm đại diện cho tất cả các buổi diễn trong suốt phần mở rộng của chuyến lưu diễn.
1. "Run"
2. "Danger"
3. "Autumn Leaves"
4. "Tomorrow"
5. "Butterfly"
6. "Love is not Over"
7. "Outro: House of Cards"
8. "Intro: What am I to You"
9. "Boy in Luv"
10. "Save Me"
11. "Fire"
12. "Hip Hop Lover"
13. "We are Bulletproof Pt.2"
14. "BTS Cypher Pt.3: Killer"
15. "If I Ruled the World"
16. "Silver Spoon"
17. "Dope"
18. "Ma City"
19. "Boyz with Fun"
20. "Attack on Bangtan"
21. "Intro: 2 Cool 4 Skool"
22. "No More Dream"

Encore
1. "Epilogue: Young Forever"
2. "Whalien 52"
3. "Miss Right"
4. "I Need U"

### Lịch trình 
| Ngày             | Thành phố     | Quốc gia    | Địa điểm                            | Số người tham dự |
| ---------------- | ------------- | ----------- | ----------------------------------- | ---------------- |
| 7 tháng 5, 2016  | Seoul         | Hàn Quốc    | Nhà thi đấu Thể dục dụng cụ Olympic | 25.000           |
| 8 tháng 5, 2016  | Seoul         | Hàn Quốc    | Nhà thi đấu Thể dục dụng cụ Olympic | 25.000           |
| 9 tháng 6, 2016  | Đài Bắc       | Đài Loan    | Hsinchuang Gymnasium                | 8,000            |
| 18 tháng 6, 2016 | Lộ Đãng Thành | Ma Cao      | Studio City Event Center            | 6,000            |
| 2 tháng 7, 2016  | Nam Kinh      | Trung Quốc  | Wutaishan Sports Center             | 6,000            |
| 12 tháng 7, 2016 | Osaka         | Nhật Bản    | Hội trường Osaka-jō                 | 44.000           |
| 13 tháng 7, 2016 | Osaka         | Nhật Bản    | Hội trường Osaka-jō                 | 44.000           |
| 15 tháng 7, 2016 | Nagoya        | Nhật Bản    | Nippon Gaishi Hall                  | 44.000           |
| 16 tháng 7, 2016 | Nagoya        | Nhật Bản    | Nippon Gaishi Hall                  | 44.000           |
| 23 tháng 7, 2016 | Bắc Kinh      | Trung Quốc  | Capital Indoor Stadium              | 9,000            |
| 30 tháng 7, 2016 | Pasay         | Philippines | Mall of Asia Arena                  | 20.000           |
| 6 tháng 8, 2016  | Băng Cốc      | Thái Lan    | Nhà thi đấu Huamark                 | 20.000           |
| 13 tháng 8, 2016 | Tokyo         | Nhật Bản    | Sân vận động Quốc gia Yoyogi        | 26,000           |
| 14 tháng 8, 2016 | Tokyo         | Nhật Bản    | Sân vận động Quốc gia Yoyogi        | 26,000           |
| Tổng cộng        | Tổng cộng     | Tổng cộng   | Tổng cộng                           | 144,000          |